# 16892 Vaissière
16892 Vaissière là một tiểu hành tinh vành đai chính với chu kỳ quỹ đạo là 2006.4714277 ngày (5.49 năm).
Nó được phát hiện ngày 17 tháng 2 năm 1998.